# Antarktika
Antarktika a Föld Déli-sarkja körül fekvő földrész, az Antarktisznak, vagyis a Déli-sarkvidéknek része. A szárazföldet összefüggő jégtakaró borítja, amelynek átlagos vastagsága meghaladja a 2000 m-t, s melynek eredményeképpen Antarktika Földünk legmagasabb földrésze. Legnagyobb jégvastagsága 4775 m. A szárazföld körüli óceán egy részét is jég, úgynevezett selfjég takarja. Nagyobb selfjegei: Ross-selfjég (félmillió km²), Filchner-Ronne selfjég, Larsen B-selfjég, Larsen C-selfjég. A Föld jégkészletének 90%-a Antarktika jégtakarójában van, amely az édesvíz 70%-át tárolja.
Legmagasabb pontja a Vinson Massif, amely 4892 m magas. Hegységeiből és magasföldjeiről a Föld leghosszabb gleccserei ereszkednek alá, amelyek a következők:
- Lambert-gleccser – 434 km
- Rennick-gleccser – 257 km
- Beardmore-gleccser – 161 km

Itt található a Föld legdélebbi aktív vulkánja, a 3795 m magas Mount Erebus. Forró vizes oldataiból naponta 80 g arany kerül a felszínre.
Antarktika átlagban a leghidegebb, legszárazabb és legszelesebb kontinens, átlagos tengerszint feletti magassága a legnagyobb a kontinensek közül. Az Antarktika nagy része sarkvidéki sivatag, az évi átlagos csapadékmennyiség a partvidéken 200 mm körüli, a kontinens belsejében ennél is kevesebb, helyenként 50 mm alatti. A mért legalacsonyabb hőmérséklet a −89,2 °C-t is elérte, a világűrből mérve a −94,7 °C-t. Az évi átlagos hőmérséklet a partvidéken −10 °C, a parttól távol −60 °C körüli.
A magyar Földrajzinév-bizottság 2010. évi döntése értelmében a földrész neve Antarktika, megkülönböztetve így azt az Antarktisztól. Az Antarktisz a déli szélesség 60. fokától délre fekvő térség neve, amely magába foglalja az Antarktikát és a körülötte fekvő szigeteket és óceánt.

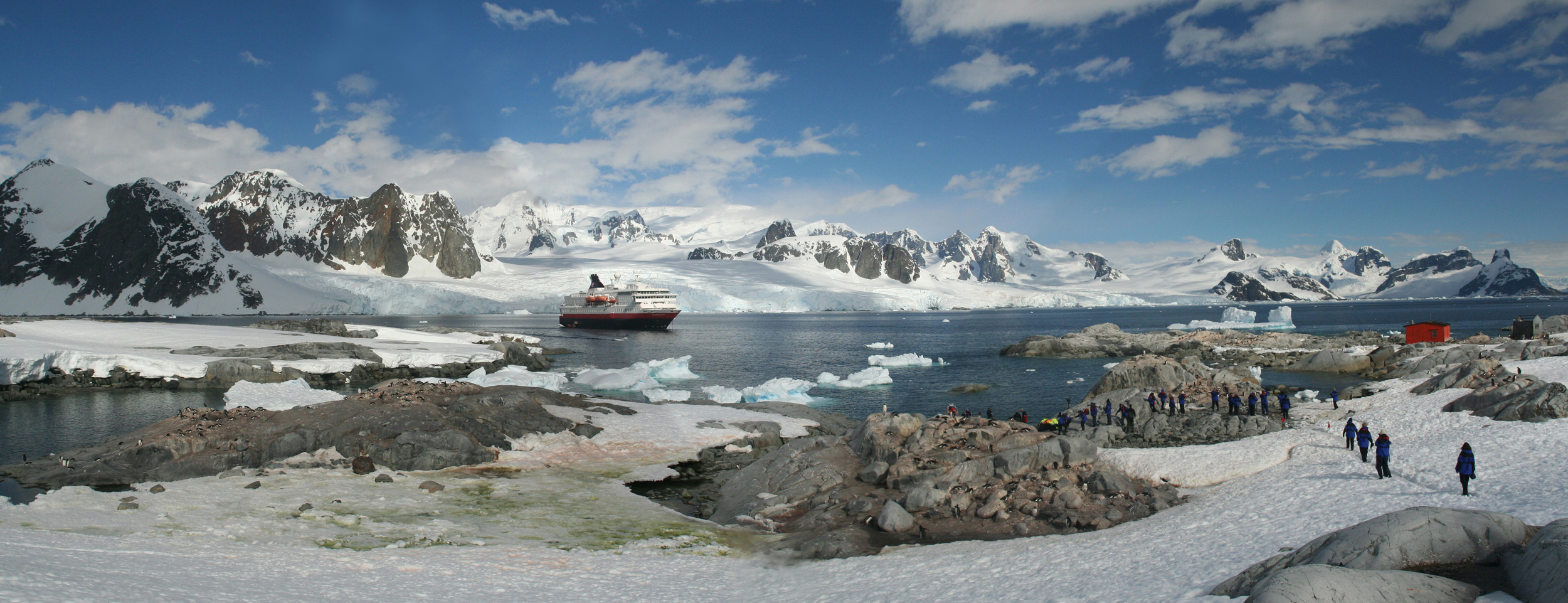
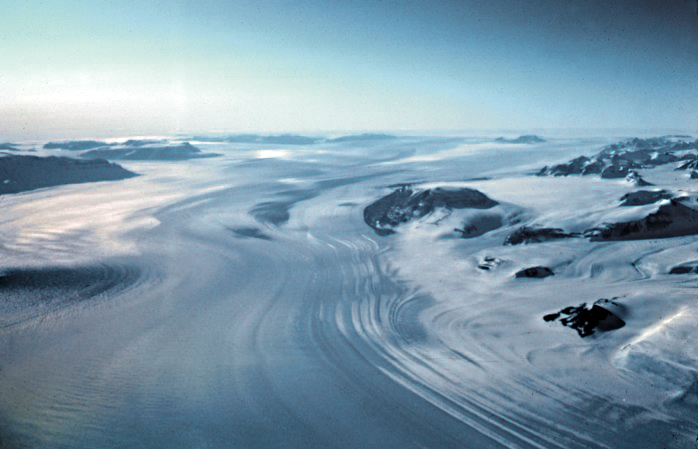
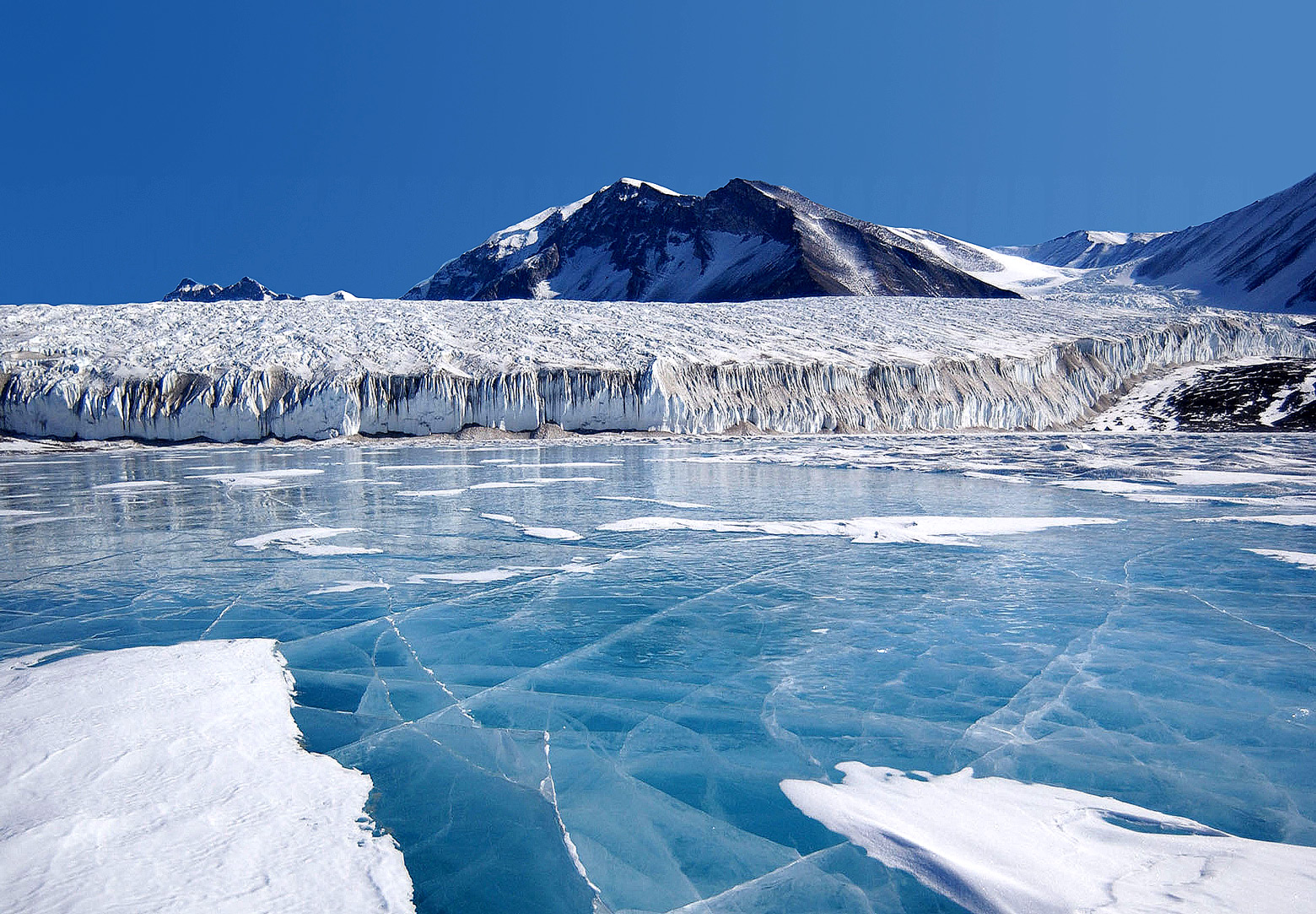
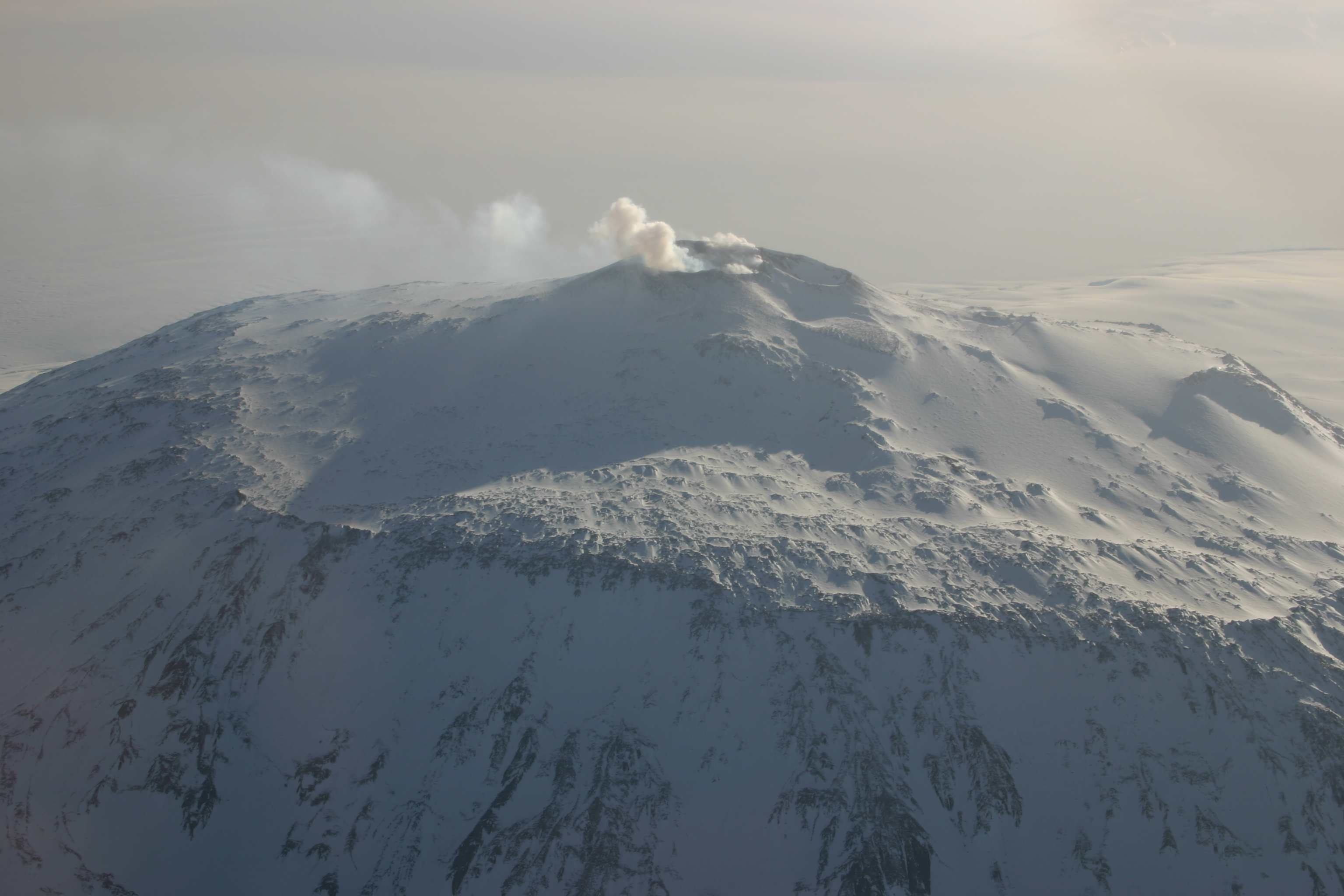
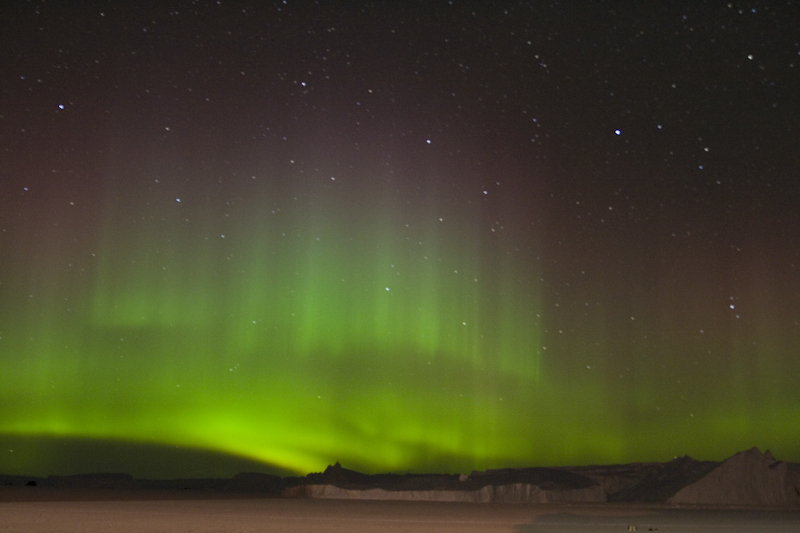

## Élővilága

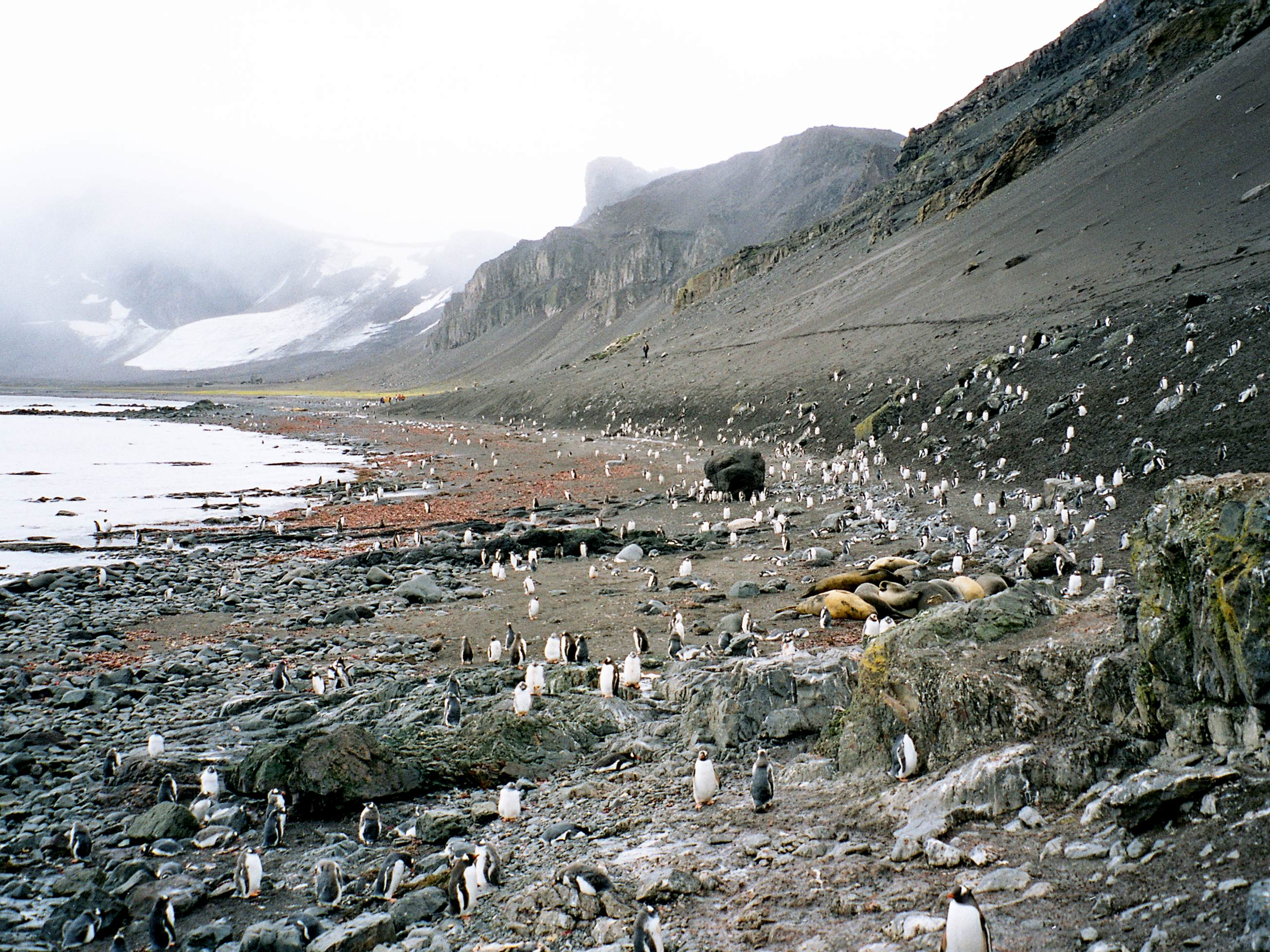
Pingvinek a Hannah Point-nál

Antarktika jege alatt mintegy 70 tó rejlik. A legnagyobb, legmélyebb és legismertebb tavat Vosztok-tónak hívják, melyet több mint 3700 m jég borít. Kutatók több tónál is kísérletet tettek, hogy a jégpáncél átfúrásával elérjék a vízfelszínt. A vízmintákban bakteriális élet nyomait keresik, de a földtörténet klímaváltozásairól is újabb információkat remélnek.
A korábbi sikertelen kísérletek után 2013-ban jelentették be, hogy a WISSARD (Whillans Ice Stream Subglacial Access Research Drilling) nevű amerikai program kutatóinak fúrásukkal sikerült elérni a kb. 800 m-rel a jégfelszín alatt lévő Whillans-tavat.
A kontinens belseje gyakorlatilag élettelen. Itt a jégtakaró vastagsága elérheti a 4 km-t is. Antarktikán találhatók úgynevezett „oázisok”, amelyek jég- és hómentes, sivatagi szárazságú területek. Létrejöttük a Transzantarktiszi-hegység 4 millió évvel ezelőtti kiemelkedésének köszönhető. A völgyeket a főn jellegű, száraz szelek szárazzá, sivatagossá tették, újabb kutatások azonban kiderítették, hogy ezek nem teljesen élettelenek. A legismertebb, legnagyobb ilyen terület az 5000 km²-es Ross-sivatag.

## Éghajlata
Antarktika a legszárazabb kontinens, mivel a földrész belsején évente kevesebb mint 50 mm csapadék hull, ezért néhány helyen fagysivatag alakult ki. A nyugat-antarktikai Száraz-völgyek területén már 2 millió éve nem hullott csapadék.
Az évi csapadékmennyiség a csapadékosabb területeken is legfeljebb 500–600 mm  (például: Antarktiszi-félsziget).
Itt mérték a Földön a legalacsonyabb hőmérsékletet: −89,2 °C (Vosztok kutatóállomás, 1983. július 21.).

## Őstörténete
Negyedmilliárd évvel ezelőtt erdős szigetek voltak a déli-sark közelében. 208−144 millió évvel ezelőtt Antarktika egybefüggött Ausztráliával. 40 millió évvel ezelőtt melegebbek voltak a tengerek és nem volt jég Antarktikán.

### Dinoszauruszok

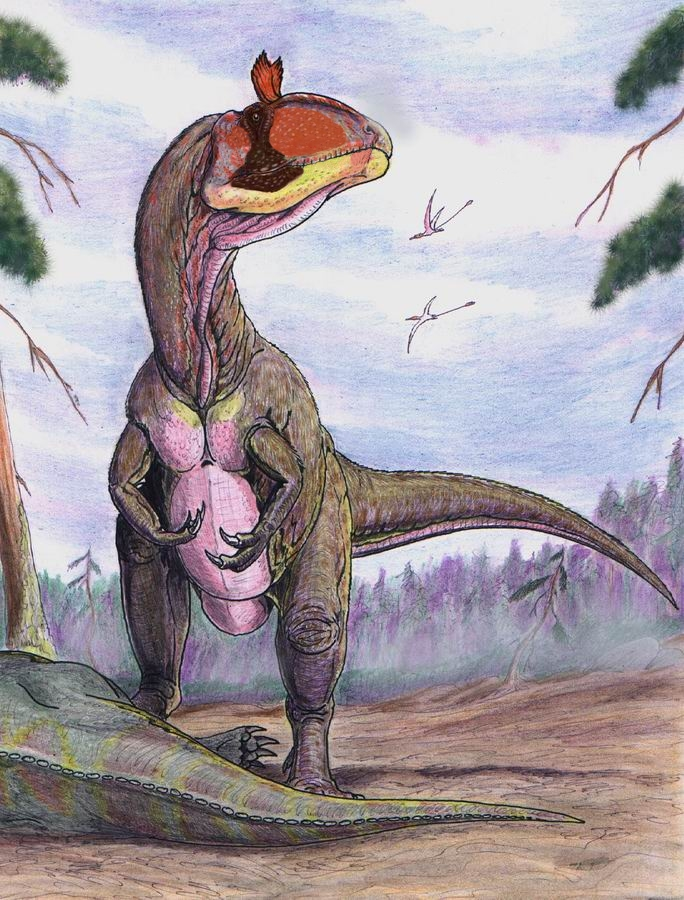
A Cryolophosaurus művészi rekonstrukciója

A Cryolophosaurus az ősi délsark csúcsragadozója volt. A növényevő Antarctopelta egy Ankylosauria faj volt. A Glacialisaurus hosszú nyakú növényevő dinoszaurusz volt, ami képes volt két lábra állni.